# 京橋区

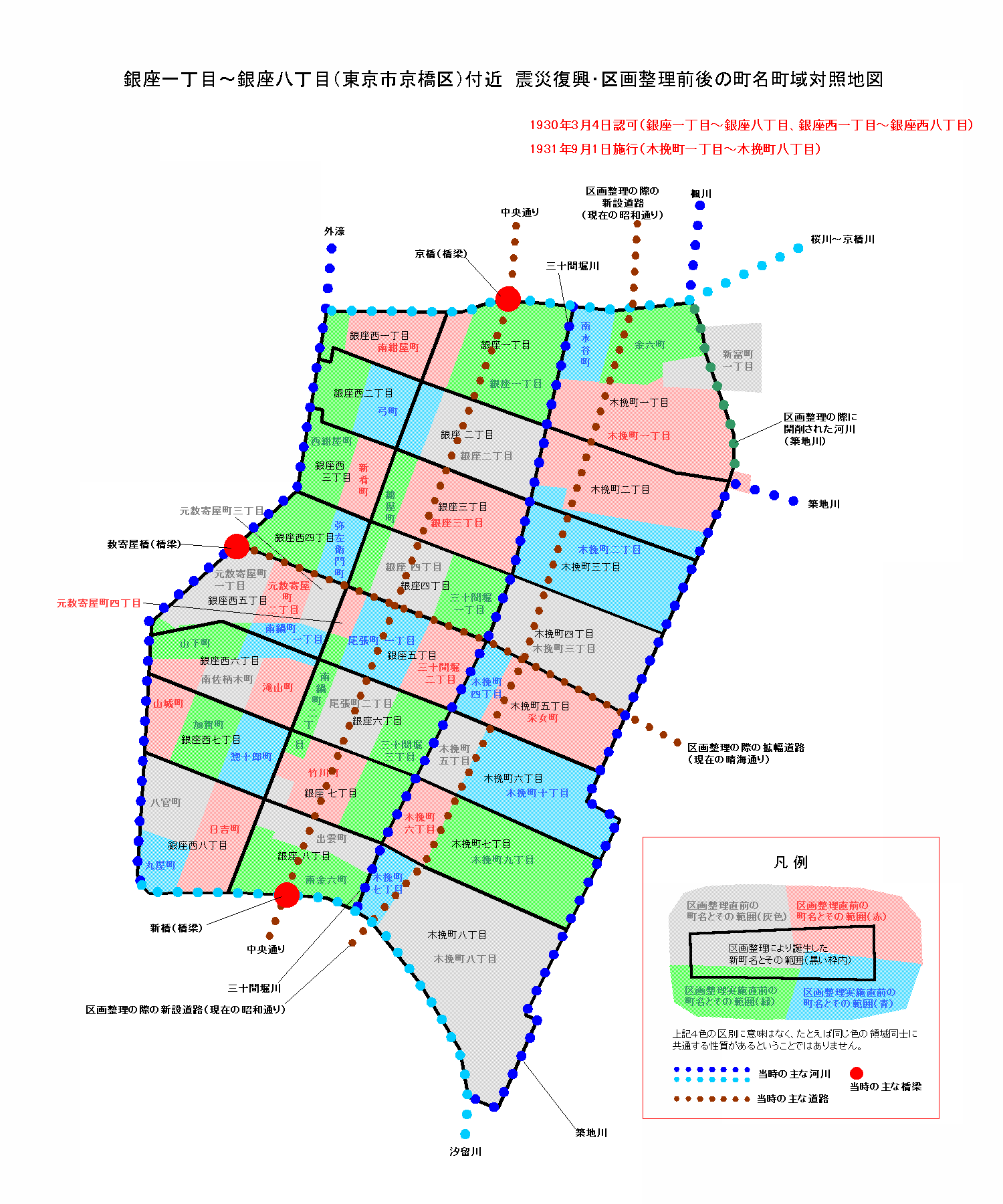
現・銀座の震災復興前後の新旧町名対照図（東京市京橋区）

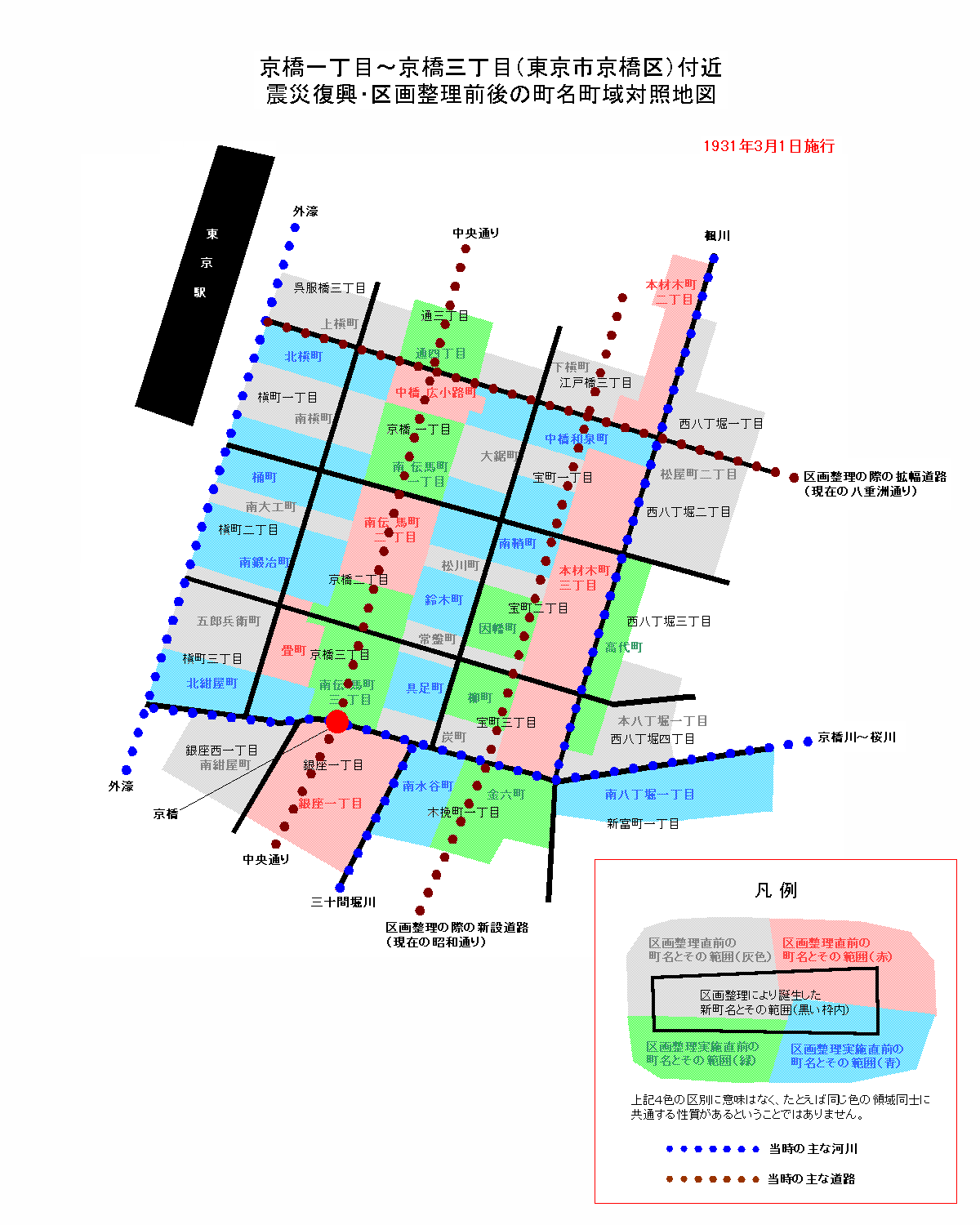
現・京橋の震災復興前後の新旧町名対照図（東京市京橋区）

京橋区（きょうばしく、旧字体：京橋區）は、東京府東京市（後に東京都）にかつて存在した区である。1878年（明治11年）から1947年（昭和22年）までの期間（東京15区及び35区の時代）に存在した。現在の中央区の南部。現在では京橋地域とされることもある。

## 概要
京橋は、日本橋を起点に南へのびる東海道（国道15号・中央通り）が京橋川（現在は埋め立てられている）を渡る地点に架けられていた橋である。この通りを中心とした京橋・銀座地区、その東の八丁堀・築地地区、隅田川河口の中洲である石川島・佃島、明治後期以降の埋立地である月島・晴海地区などを領域とした。硫黄島、および沖ノ鳥島が京橋区だったとする書籍等があるが、誤りである。

## 歴史

### 沿革
- 1878年（明治11年）11月2日 - 郡区町村編制法により、以下の区域をもって京橋区を設置。上記の橋梁・京橋の名称が区名に採用された。
  - 南伝馬町一丁目、南伝馬町二丁目、南伝馬町三丁目、中橋広小路町、中橋和泉町、大鋸町、南鞘町、松川町、鈴木町、常盤町、具足町、因幡町、柳町、炭町、本材木町三丁目（現京橋）
  - 南槇町、北槇町、桶町、南大工町、南鍛冶町、五郎兵衛町、畳町、北紺屋町（現京橋、八重洲二丁目）
  - 銀座一丁目、銀座二丁目、銀座三丁目、銀座四丁目、南紺屋町、西紺屋町、弓町、新肴町、弥左衛門町、鎗屋町、三十間堀一丁目、三十間堀二丁目、三十間堀三丁目、元数寄屋町一丁目、元数寄屋町二丁目、元数寄屋町三丁目、元数寄屋町四丁目、尾張町新地、尾張町一丁目、尾張町二丁目、山下町、南鍋町一丁目、南鍋町二丁目、山城町、南佐柄木町、加賀町、八官町、丸屋町、滝山町、宗十郎町、日吉町、竹川町、出雲町、南金六町（現銀座の西部）
  - 金六町、京橋水谷町、木挽町一丁目、木挽町二丁目、木挽町三丁目、木挽町四丁目、木挽町五丁目、木挽町六丁目、木挽町七丁目、木挽町八丁目、木挽町九丁目、木挽町十丁目、采女町（現銀座の東部）
  - 築地一丁目、築地二丁目、築地三丁目、南小田原町一丁目、南小田原町二丁目、南小田原町三丁目、南小田原町四丁目、南飯田町、上柳原町、南本郷町（現築地）
  - 新富町一丁目、新富町二丁目、新富町三丁目、新富町四丁目、新富町五丁目、新富町六丁目、新富町七丁目、南八丁堀一丁目（現新富）
  - 入船町一丁目、入船町二丁目、入船町三丁目、入船町四丁目、入船町五丁目（現入船）
  - 新湊町一丁目、新湊町二丁目、新湊町三丁目、新湊町四丁目、新湊町五丁目、本湊町、船松町（現湊）
  - 新栄町一丁目、新栄町二丁目、新栄町三丁目、新栄町四丁目、新栄町五丁目（現入船、湊）
  - 明石町、入船町六丁目、入船町七丁目、入船町八丁目、新栄町六丁目、新栄町七丁目、新湊町六丁目、新湊町七丁目（現明石町）
  - 南八丁堀二丁目、南八丁堀三丁目、本八丁堀一丁目、本八丁堀二丁目、本八丁堀三丁目、本八丁堀四丁目、本八丁堀五丁目、松屋町一丁目、松屋町二丁目、松屋町三丁目、高代町、岡崎町一丁目、岡崎町二丁目、元島町、水谷町、八丁堀仲町、永島町、長沢町、幸町、日比谷町（現八丁堀）
  - 富島町、南新堀一丁目、南新堀二丁目、霊巌島浜町、霊巌島塩町、霊巌島四日市町、霊巌島銀町一丁目、霊巌島銀町二丁目、霊巌島町、大川端町、長崎町一丁目、長崎町二丁目、越前堀一丁目、越前堀二丁目、川口町、東湊町一丁目、東湊町二丁目、新船松町（現新川）
  - 佃島、石川島（現佃）
- 1889年（明治22年）5月1日 - 市制施行に伴い東京市となる。
- 1923年（大正12年）9月1日‐関東大震災によりほぼ全滅。
- 1943年（昭和18年）7月1日 - 東京都制が施行され、東京市と東京府が廃止され、東京都を設置。特別区の一つとなる。
- 1947年（昭和22年）3月15日 - 日本橋区と合併して中央区を新設。京橋区役所庁舎がそのまま中央区役所庁舎となった。

## 交通

### 鉄道
- 東京地下鉄道（→帝都高速度交通営団、現東京メトロ）
  - 東京地下鉄道線（個別の線名なし； 現銀座線） ： 京橋駅 - 銀座駅
- 東京都電車（廃線）
  - 本通線、土橋線、八丁堀線、築地線、月島線

東京メトロ丸ノ内線、日比谷線は未開通。また八丁堀駅（日比谷線、JR東日本京葉線）、銀座一丁目駅、新富町駅（有楽町線）、宝町駅（都営地下鉄浅草線）、東銀座駅（日比谷線、都営浅草線）、築地駅（日比谷線）、月島駅（有楽町線、都営大江戸線）および勝どき駅、築地市場駅（都営大江戸線）は開業していなかった。

## 出身有名人
現中央区の出身有名人については中央区を参照
- 円山雅也 - 弁護士、元参議院議員
- 稲山嘉寛 - 元新日鐵（現新日鐵住金）社長、元経団連会長
- 松本重雄 - 元日本銀行理事
- 樫尾俊雄 - カシオ計算機会長
- 福原信三 - 資生堂社長、写真家
- 池田彌三郎 - 国文学者、民俗学者、随筆家
- 橘純一 - 国文学者
- 藤代幸一 - 中世ドイツ文学者
- 伊東俊太郎 - 科学史家、比較文明学者
- 岡野加穂留 - 政治学者、元明治大学学長
- 遠山茂樹 - 歴史学者
- 内田清之助 - 鳥類学者
- 木原太郎 - 物理学者
- 佐藤昌 - 造園家、都市計画家
- 芥川龍之介 - 作家
- 舟崎克彦 - 作家
- 楠山正雄 - 児童文学者、演劇評論家、編集者
- 篠沢秀夫 - 仏文学者、タレント教授の走り
- 広瀬正 - SF作家
- 池田大伍 - 劇作家
- 郡虎彦 - 劇作家
- 3代目 桃川若燕 - 講釈師の名跡
- 尾崎喜八 - 詩人、随筆家、翻訳家
- 奈良原武士 - スポーツジャーナリスト
- 清水保雄 - 作曲家
- 佐伯孝夫 - 作詞家
- 矢代静一 - 脚本家
- 水木洋子 - 脚本家
- 長野規 - 編集者、詩人
- 麻生三郎 - 洋画家
- 池田輝方 - 浮世絵師、日本画家
- 奥村土牛 - 日本画家
- 3代目 勝川春亭 - 浮世絵師
- 岸田劉生 - 洋画家
- 佐伯米子 - 洋画家
- 中西利雄 - 洋画家
- 原田治 - イラストレーター
- 村山直儀 - 洋画家
- 吉田暁芳 - 浮世絵師
- 太田じろう - 漫画家、絵本作家
- 石坂浩二 - 俳優
- 加藤武 - 俳優
- 南光明 - 俳優
- 岡譲司 - 俳優
- 藤野秀夫 - 俳優
- 谷幹一 - 俳優
- 秋田伸一 - 俳優
- 桂章太郎 - 俳優
- 井上大助 - 俳優
- 峰岸徹 - 俳優
- 田村道美 - 映画俳優、映画プロデューサー
- 4代目 河原崎長十郎 - 歌舞伎俳優
- 成駒屋5代目 中村福助 - 歌舞伎俳優
- 7代目 坂東三津五郎 - 歌舞伎俳優
- 尾上幸三郎 - 歌舞伎俳優
- 朝丘雪路 - 女優
- 岩下志麻 - 女優
- 花柳小菊 - 女優
- 滝瑛子 - 女優
- 吉川満子 - 女優
- 森律子 - 女優
- 北林谷栄 - 女優、声優
- 久慈あさみ - 女優、歌手
- 3代目 市川翠扇 - 女優、舞踊家
- 友成用三 - 映画監督、脚本家、美術監督、録音技師
- 山本嘉次郎 - 映画監督、俳優、脚本家、随筆家
- 田泉保直 - 映画カメラマン
- 酒井広 - 司会者、アナウンサー
- 居作昌果 - テレビプロデューサー、実業家
- 城戸四郎 - 映画プロデューサー、元松竹会長
- トニー谷 - ヴォードヴィリアン
- 岸田辰彌 - 演出家、オペラ歌手
- 松沢一鶴 - 元競泳選手、元東京都教育委員会委員長
- 大岩山大五郎 - 大相撲力士
- ちばてつや - 漫画家
- 福原路草 - 写真家
- 堀野正雄 - 写真家
- 日達 - 仏教僧侶、日蓮正宗大石寺第66世法主